# 朱塞佩·加兰特
朱塞佩·加兰特（義大利語：Giuseppe Galante，1937年9月2日—2021年12月20日），意大利男子赛艇运动员。他曾代表意大利参加1960年、1964年和1968年夏季奥林匹克运动会赛艇比赛，共获得二枚银牌。